# شبیه‌سازی مغز
شبیه‌سازی مغز یعنی ایجاد یک مدل رایانه ای عملکردی از مغز یا بخشی از مغز است. مدل‌سازی مغز (یا زیر سیستم مغز) هم شامل مدل‌سازی خصوصیات الکتریکی و هم شامل مدل‌سازی خصوصیات توده شیمیایی نورون‌ها است (به عنوان مثال گرادیان‌های سروتونین خارج سلولی). الگویی از کانکتوم عصبی ارگانیسم هدف نیز مورد نیاز است. کانکتوم بسیار پیچیده‌است و سیم کشی دقیق آن هنوز درک نشده‌است؛ بنابراین در حال حاضر توسط پروژه‌هایی مانند پروژه مغز آبی (blue brain) از نظر تجربی در پستانداران کوچکتر مدل‌سازی شده‌است.
پروژه مغز آبی قصد دارد شبیه‌سازی رایانه ای از ستون قشر مغز پستانداران را تا سطح مولکولی ایجاد کند. با یک تخمین، بازسازی کامل اتصال انسان با استفاده از متدولوژی این پروژه به یک ذخیره‌سازی داده نیاز دارد. در سال ۲۰۱۳، پروژهٔ مغز انسان یک بستر شبیه‌سازی مغز (Brain Simulation Platform) ایجاد کرد، که یک بستر مشترک در دسترس اینترنتی است که برای شبیه‌سازی مدل‌های مغزی طراحی شده‌است. پروژه مغز انسان از تکنیک‌هایی که توسط پروژه مغز آبی استفاده شده و از آنها ساخته شده‌است، استفاده کرده‌است. پروژه‌های شبیه‌سازی مغز قصد دارند به درک کاملی از مغز کمک کنند و در نهایت به روند درمان و تشخیص بیماری‌های مغزی کمک کنند.

## کرم الگانس(به انگلیسی :Caenorhabditis elegans)

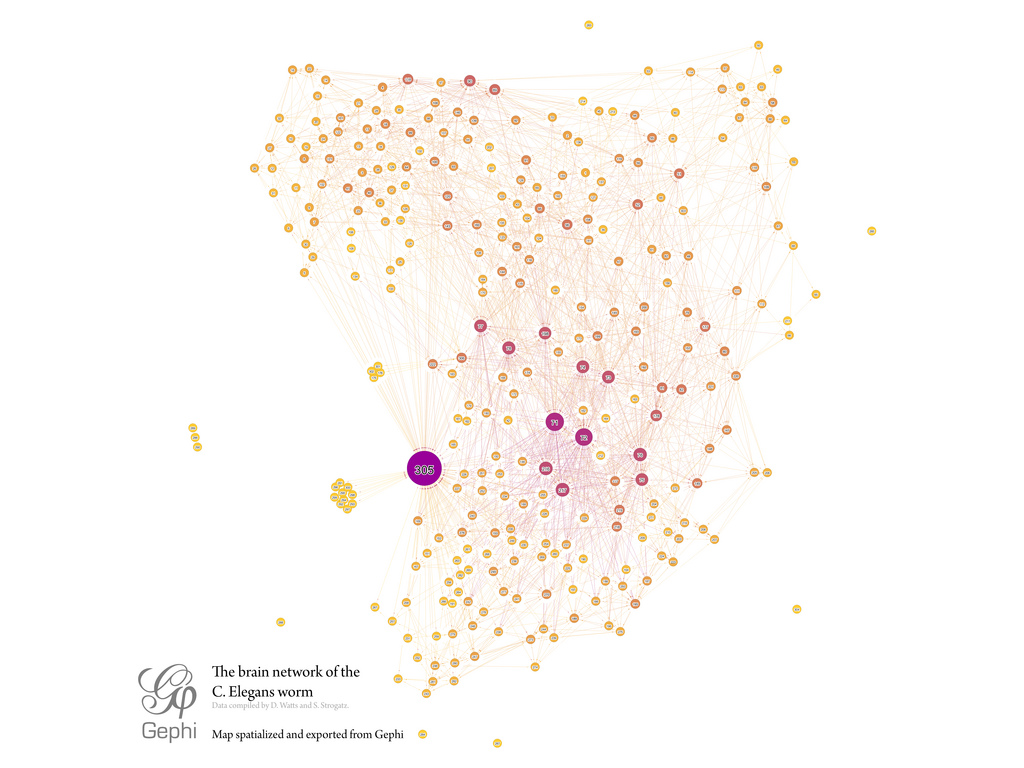
نقشه مغز یک کرم الگانس شامل ۳۰۲ نورون که با ۵۰۰۰ سیناپس به هم متصل هستند.

اتصال مدار عصبی برای حساسیت به لمس نماتد ساده کرم الگانس در سال ۱۹۸۵ نقشه‌برداری شد و در سال ۱۹۹۳ تا حدی شبیه‌سازی شد. از سال ۲۰۰۴، بسیاری از شبیه‌سازی‌های نرم‌افزاری از سیستم عصبی و عضلانی کامل از جمله شبیه‌سازی محیط فیزیکی کرم ساخته شده‌اند. برخی از این مدل‌ها برای بارگیری در دسترس قرار گرفته‌اند. با این وجود، هنوز درک نشده‌است که چگونه سلولهای عصبی و اتصالات بین آنها طیفی از رفتارهای شگفت‌آور پیچیده‌ای را ایجاد می‌کنند که در ارگانیسم نسبتاً ساده مشاهده می‌شوند. این تقابل بین سادگیِ ظاهریِ چگونگیِ تعامل نورون‌های نگاشته شده با همسایگان خود و پیچیدگی بسیارِ عملکرد کلی مغز، نمونه ای از یک ویژگی خاص است. این ویژگی در حال ظهور در شبکه‌های عصبی مصنوعی به صورت موازی است، که نورون‌های آن در مقایسه با خروجی‌های پیچیده و انتزاعیشان بسیار ساده هستند.

## سیستم عصبیدروسوفیلا
مغز مگس میوه (به انگلیسی Drosophila) نیز به‌طور کامل مورد مطالعه قرار گرفته‌است؛ یک مدل شبیه‌سازی شده از مغز مگس میوه، الگویی بی نظیر از نورون‌های خواهر و برادر را ارائه می‌دهد.

## نگاشت و شبیه‌سازی مغز موش
هنری مارکرام (Henry Markram) انواع نورون‌های موجود در مغز موش و ارتباط آنها را بین سالهای ۱۹۹۵ و ۲۰۰۵ نقشه‌برداری کرد. در دسامبر سال ۲۰۰۶، پروژه مغز ابی شبیه‌سازی ستون نئوکورتیکال موش صحرایی را به پایان رساند.
ستون نئوکورتیکی کوچکترین واحد عملکردی نئوکورتکس در نظر گرفته می‌شود. نئوکورتکس بخشی از مغز است که تصور می‌شود وظایف مرتبه بالاتر مانند خودآگاهی را بر عهده دارد و شامل ۱۰۰۰۰ نورون در مغز موش (و ۸^۱۰ سیناپس) است. در نوامبر سال ۲۰۰۷، اولین مرحله پروژه به پایان رسید و یک فرایند داده محور را برای ایجاد، اعتبارسنجی و تحقیق در ستون نئوکورتیکال ارائه شد.
یک شبکه عصبی مصنوعی که به عنوان «به اندازه نیمی از مغز موش» بزرگ و پیچیده توصیف شده‌است، در سال ۲۰۰۷ در یک ابر رایانه IBM Blue Gene توسط تیم تحقیقاتی دانشگاه نوادا اجرا شد. هریک ثانیه از زمان شبیه‌سازی، ده ثانیه از زمان کامپیوتر طول کشید. محققان ادعا کردند که محرکات عصبی «سازگار با بیولوژیک» را مشاهده می‌کنند که در درون قشر مجازی جریان می‌یابند. با این حال، شبیه‌سازی فاقد ساختارهایی است که در مغز موش واقعی دیده می‌شود که در پی آن محققان قصد دارند دقت مدل‌های نورون و سیناپس را بهبود ببخشند.

## مغز آبی و موش
مغز آبی پروژه‌ای است که در ماه مه ۲۰۰۵ توسط IBM و آزمایشگاه فناوری فدرال سوئیس در لوزان آغاز به کار کرد. هدف از این پروژه ایجاد شبیه‌سازی رایانه‌ای از ستون قشر پستانداران تا سطح مولکولی بود. این پروژه از یک ابر رایانه مبتنی بر طرح ژن‌های آبی IBM برای شبیه‌سازی رفتار الکتریکی نورون‌ها بر اساس اتصال سیناپسی و نفوذپذیری یون آنها استفاده می‌کند. این پروژه درنظر دارد تا درنهایت بینشهایی مربوط به شناخت انسان و اختلالات روانپزشکی مختلف ناشی از نورون‌های ناقص مانند اوتیسم را آشکار سازد و چگونگی اثرعوامل دارویی بر رفتار شبکه را کشف کند.

## پروژهٔ مغز انسان
پروژه مغز انسان یک برنامه تحقیقی ۱۰ ساله است که منابع ان توسط اتحادیه اروپا تأمین می‌شود. این کار در سال ۲۰۱۳ آغاز شد و حدود ۵۰۰ دانشمند در سراسر اروپا را استخدام کرد.
این پروژه شامل ۶ بستر می‌باشد:
- نوروانفورماتیک (پایگاه دادهٔ مشترک)
- شبیه‌سازی مغز
- آنالیز و محاسبات با کارایی بالا
- انفورماتیک پزشکی (پایگاه دادهٔ بیمار)
- محاسبات نورومورفیک (محاسبات الهام گرفته از مغز)
- نورورباتیک (شبیه‌سازی روباتیک)

بستر شبیه‌سازی مغز وسیله‌ای برای ابزارهای قابل دسترسی به اینترنت است که امکان انجام تحقیقاتی را که در آزمایشگاه امکان‌پذیر نمی‌باشند، میسر می‌کند. آنها در حال اعمال تکنیک‌های مغز آبی در مناطق دیگر مغز مانند مخچه، هیپوکامپ و گانگلیون پایه هستند.

## شبیه‌سازی مغز متن باز
مدل‌های مغز به عنوان نرم‌افزار متن باز (Open Source Software) منتشر شده‌اند و در سایت‌هایی مانند GitHub در دسترس هستند. اینها شامل کرم الگانس، مگس میوه و مدل‌های مغز انسان الیسیا و اسپان که مبتنی برمعماری نرم‌افزار NENGO، بزرگترین مدل عملکردی مغز در جهان، می‌باشند. نمایشگاه پروژه پروژه آبی نشان می‌دهد که چگونه می‌توان مدل‌ها و داده‌های این پروژه را به NeuroML و PyNN (مدل‌های شبکه عصبی پایتون) تبدیل کرد.